# Andrena argyreofasciata
Andrena argyreofasciata là một loài Hymenoptera trong họ Andrenidae. Loài này được Schmiedeknecht mô tả khoa học năm 1900.